# Гордійчук Микола Миколайович (співак і військовик)
Микола Миколайович Гордійчук (позивний «Гризун»; 26 травня 1986, м. Рівне — 22 липня 2015, Донецька область) — український співак, шоумен, військовик, молодший сержант міліції, міліціонер батальйону патрульної служби міліції особливого призначення «Гарпун» ГУМВС України в Київській області. Кавалер ордену «За мужність» III ступеня (посмертно).

## Життєпис
Народився в родині військових. Коли Миколі виповнився рік, батьки отримали квартиру в м. Кам'янці-Подільському Хмельницької області і переїхали туди.
Навчався у Кам'янець-Подільській ЗОШ № 7. Закінчив Кам'янець-Подільський національний університет імені Івана Огієнка, за спеціальністю — психолог.
Член НСОУ «Пласт» від 1993 року, старший пластун. 2009 року був інструктором військово-патріотичного табору «Легіон-12».
Учасник команди КВК «Наш Формат». Ведучий молодіжної програми «Шоу Кадрів». Був засновником та солістом групи «Своєрідне», а потім групи «The DenDi», та відомим шоуменом у Кам'янці-Подільському. Відомий також як Nik Своєрідний.
Під час Євромайдану Микола Гордійчук був у 15-й сотні Самооборони Майдану «Вільні люди».
Захоплювався військовою справою. Планував стати офіцером.
У зону АТО відправився добровольцем та з квітня 2015 року служив у батальйоні спеціального призначення «Гарпун», позивний «Гризун».
Отримав численні осколкові поранення кінцівок і тулуба поблизу блокпосту «Шахта», між містами Авдіївка та Ясинувата (Донецька область), внаслідок чого помер під час транспортування до військового шпиталю Красноармійська.

## Прощання
Поховали Миколу Гордійчука 25 липня на Алеї слави в Кам'янці-Подільському. Віддати шану воїнові прийшли тисячі мешканців, основна частина яких — молодь, побратими зі Сходу, пластуни, молоді солісти, друзі, а також наречена.
Відспівали тіло бійця в церкві, в якій за місяць він збирався повінчатися. Поховальна церемонія пройшла пішки через старе місто під оплески, ніби вдячність Миколі Гордійчуку за чудовий концертний виступ.

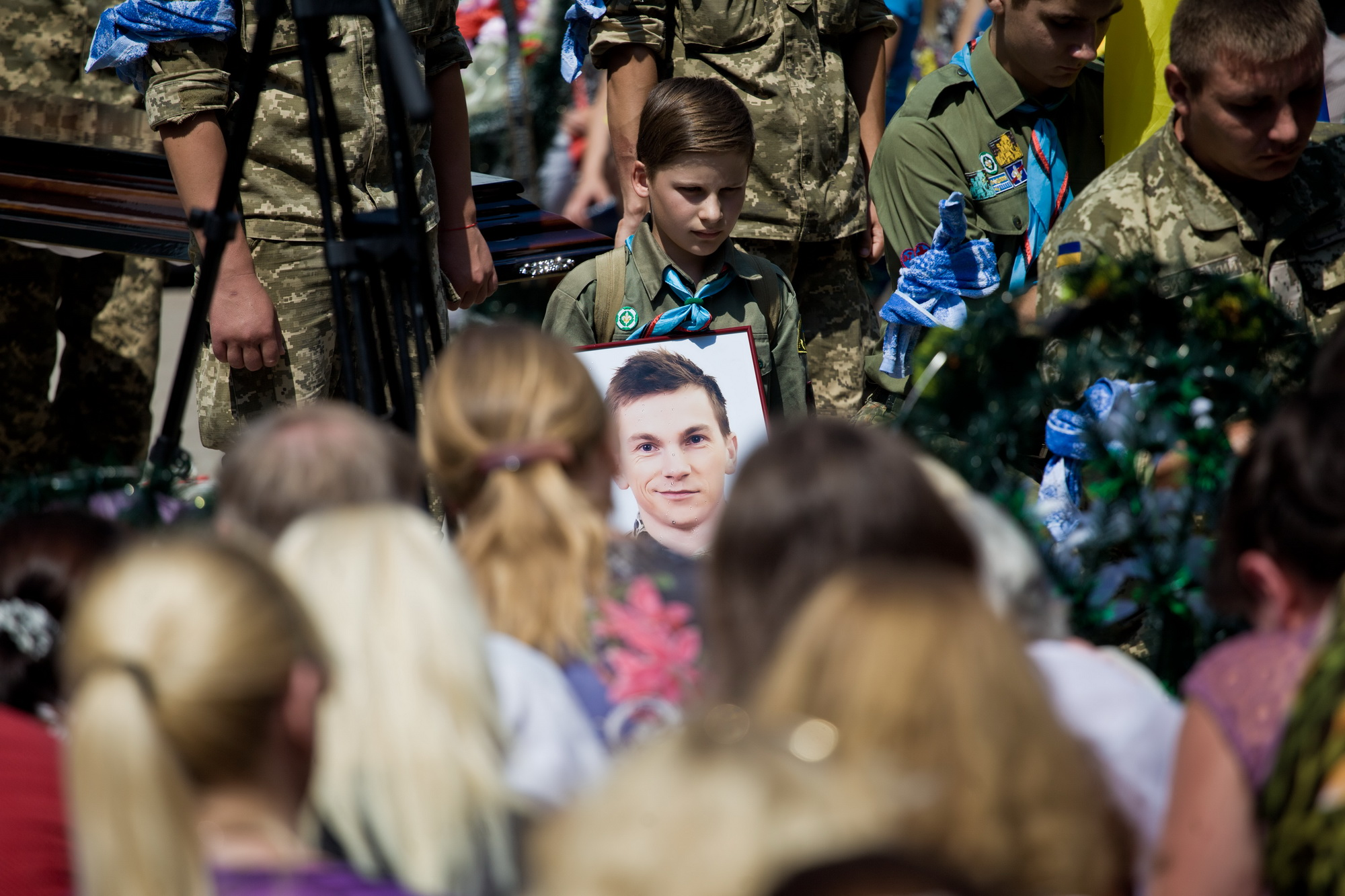
Пластун тримає портрет Миколи Гордійчука. Кам'янець-Подільський, 25 липня 2015
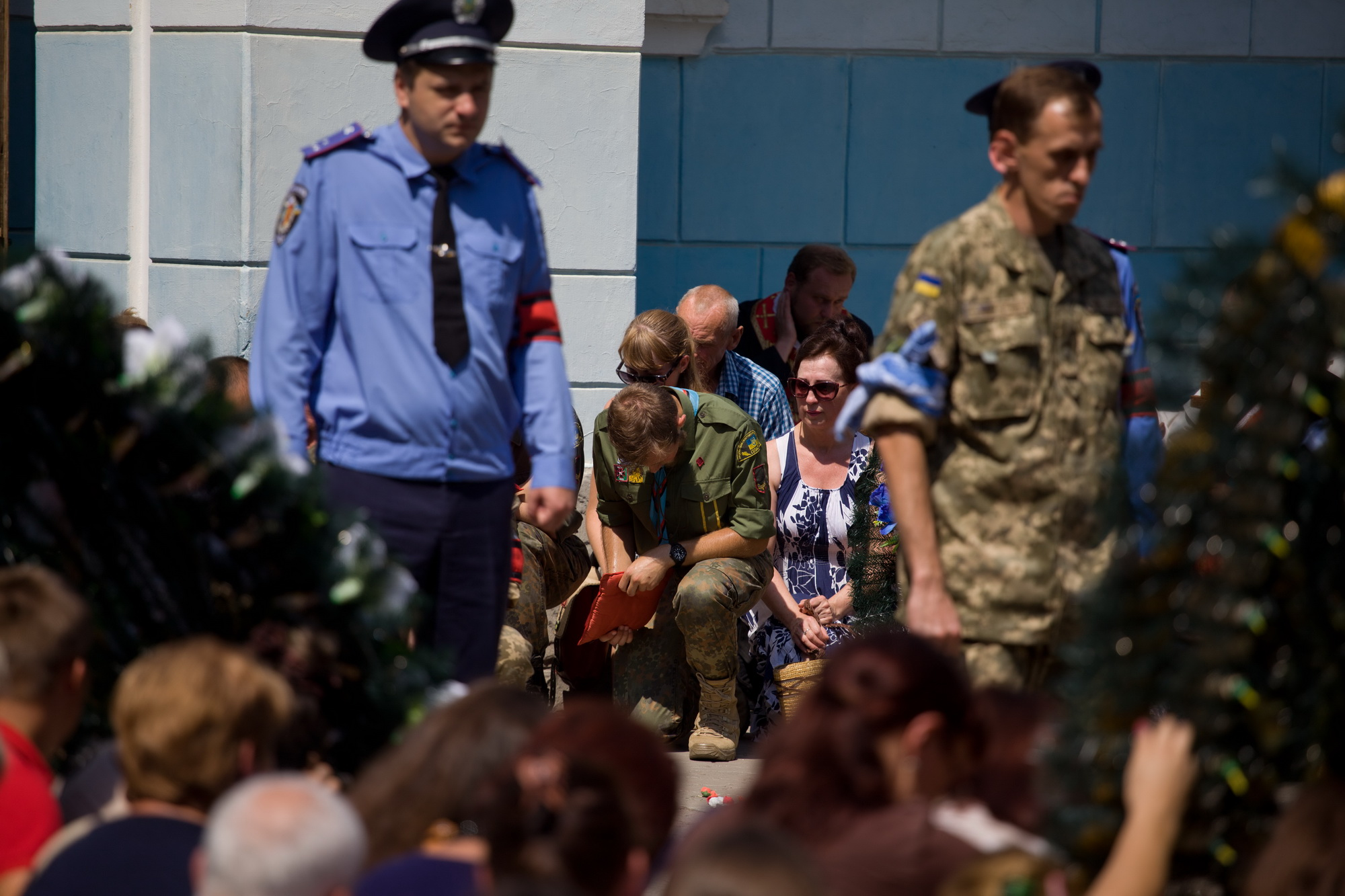
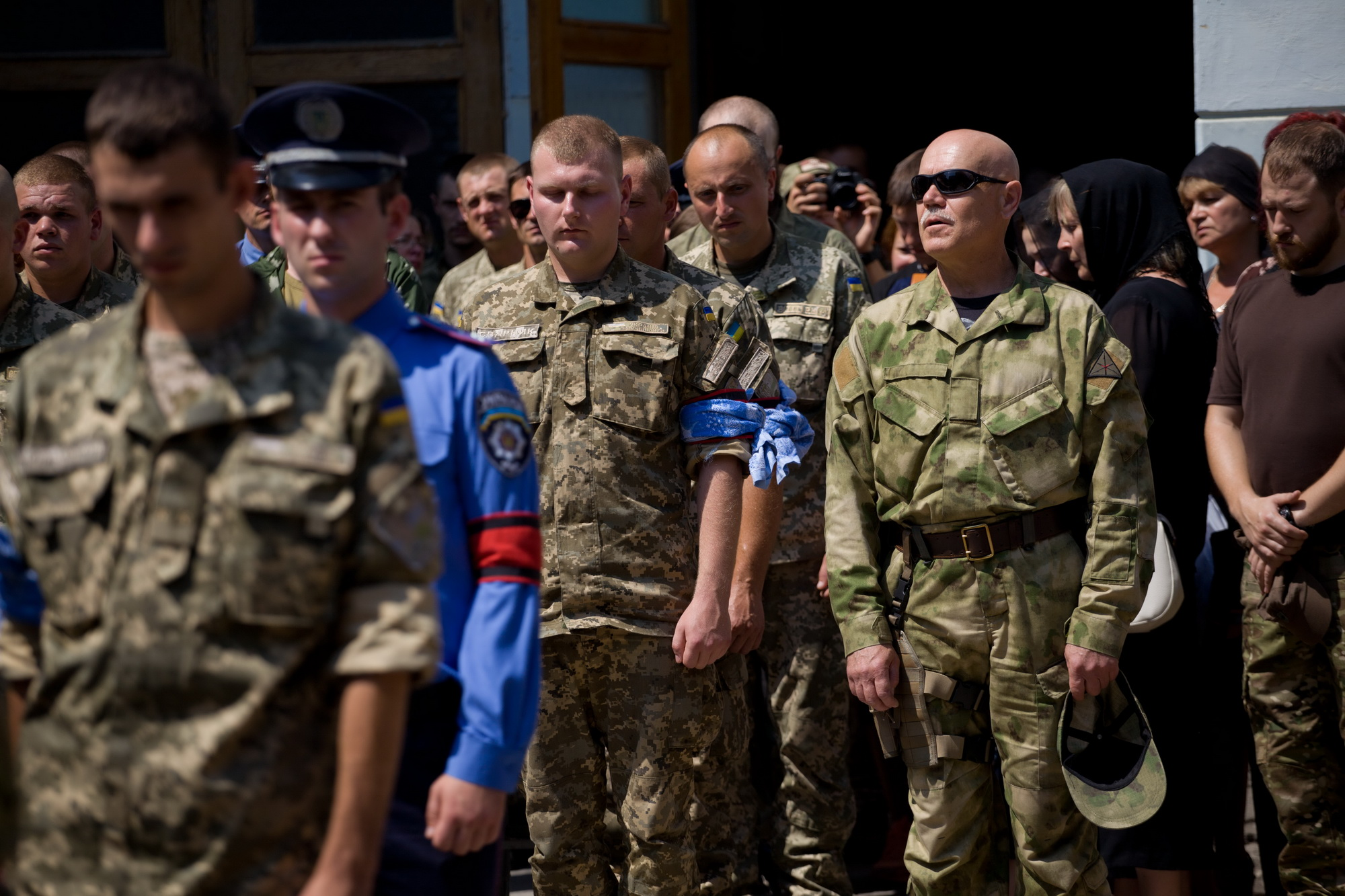
Командир батальйону «Гарпун» Костянтин Жук
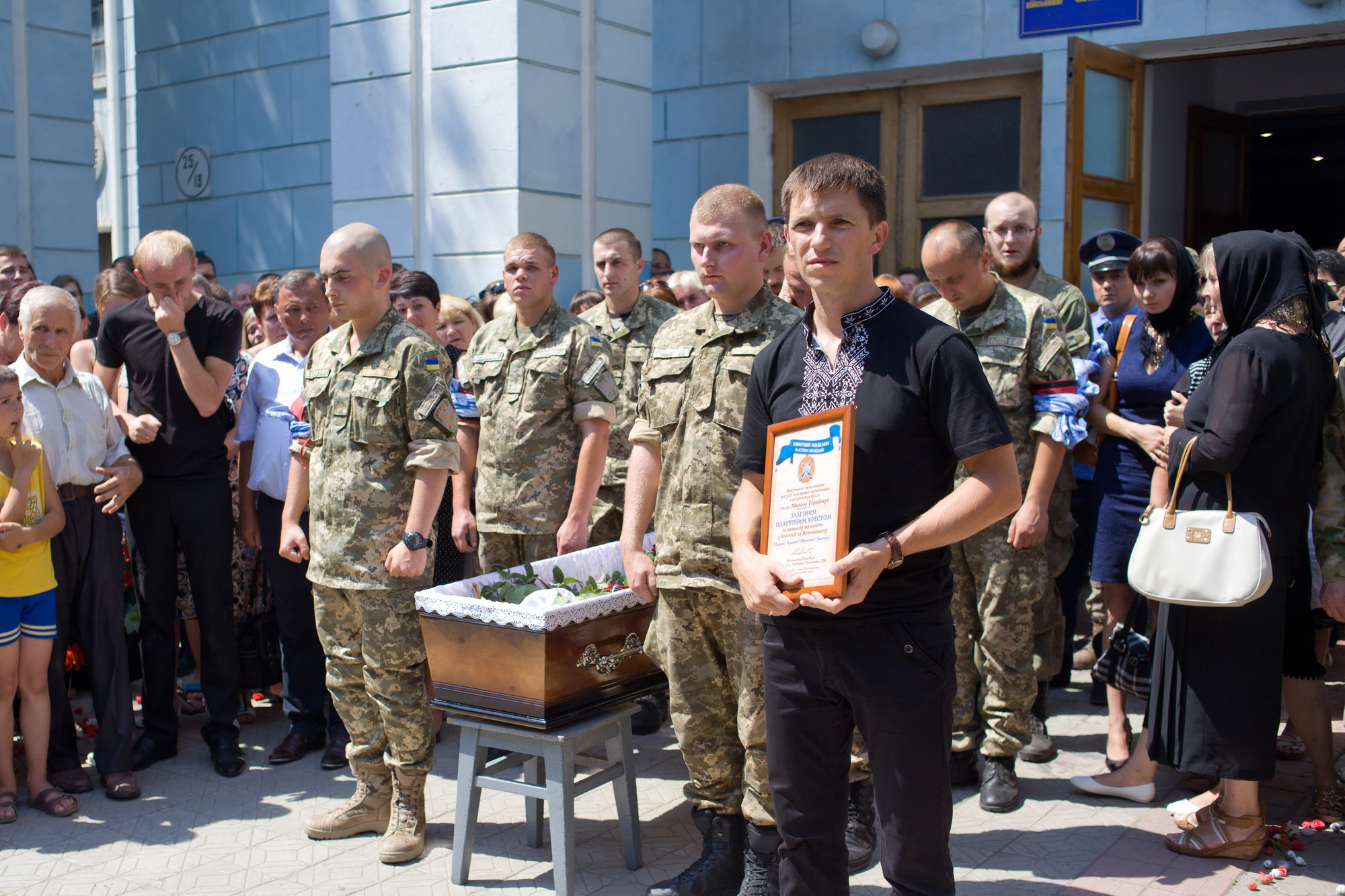
Брат Миколи Гордійчука з пластовою нагородою
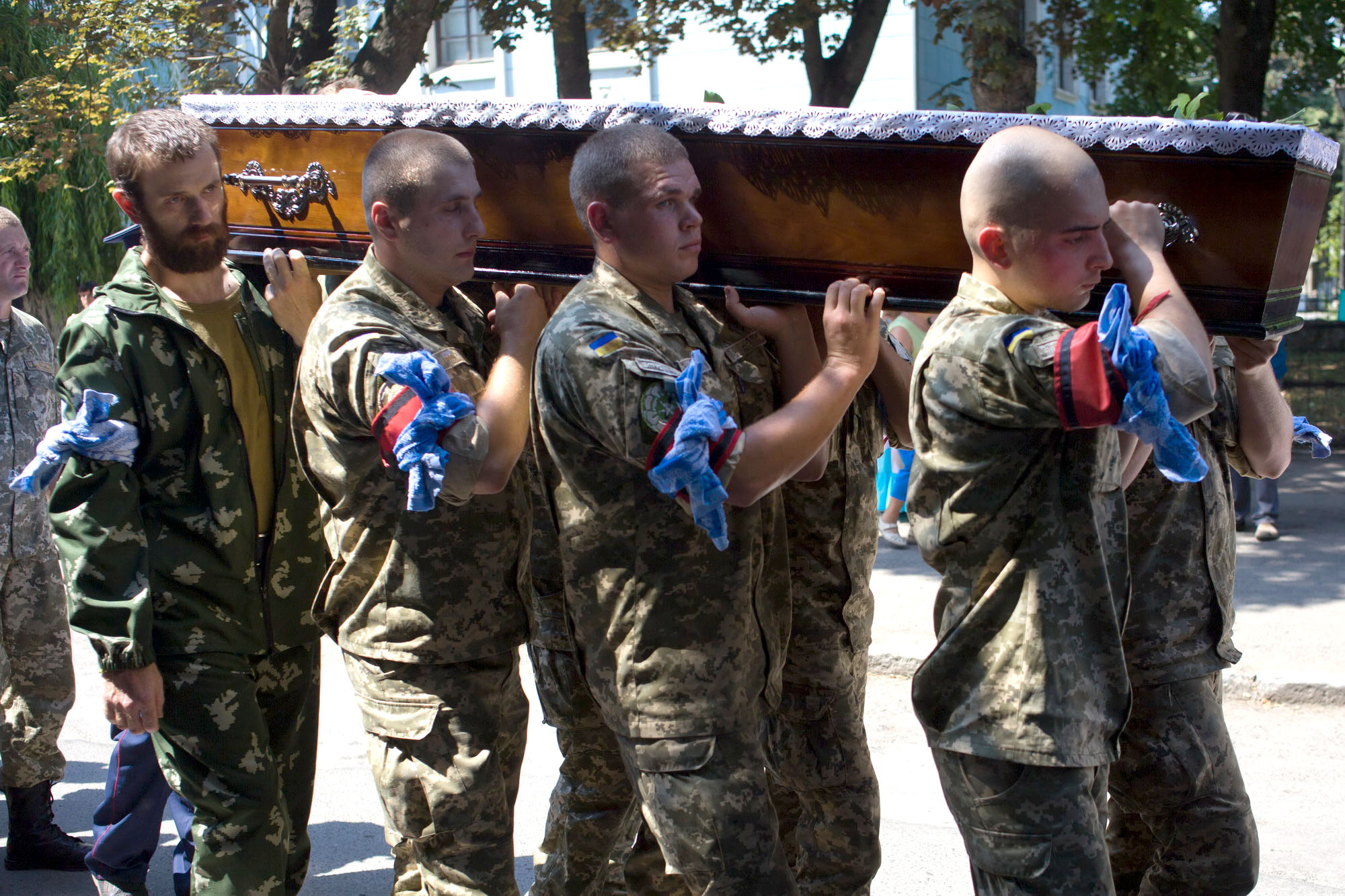
Військові несуть труну по місту
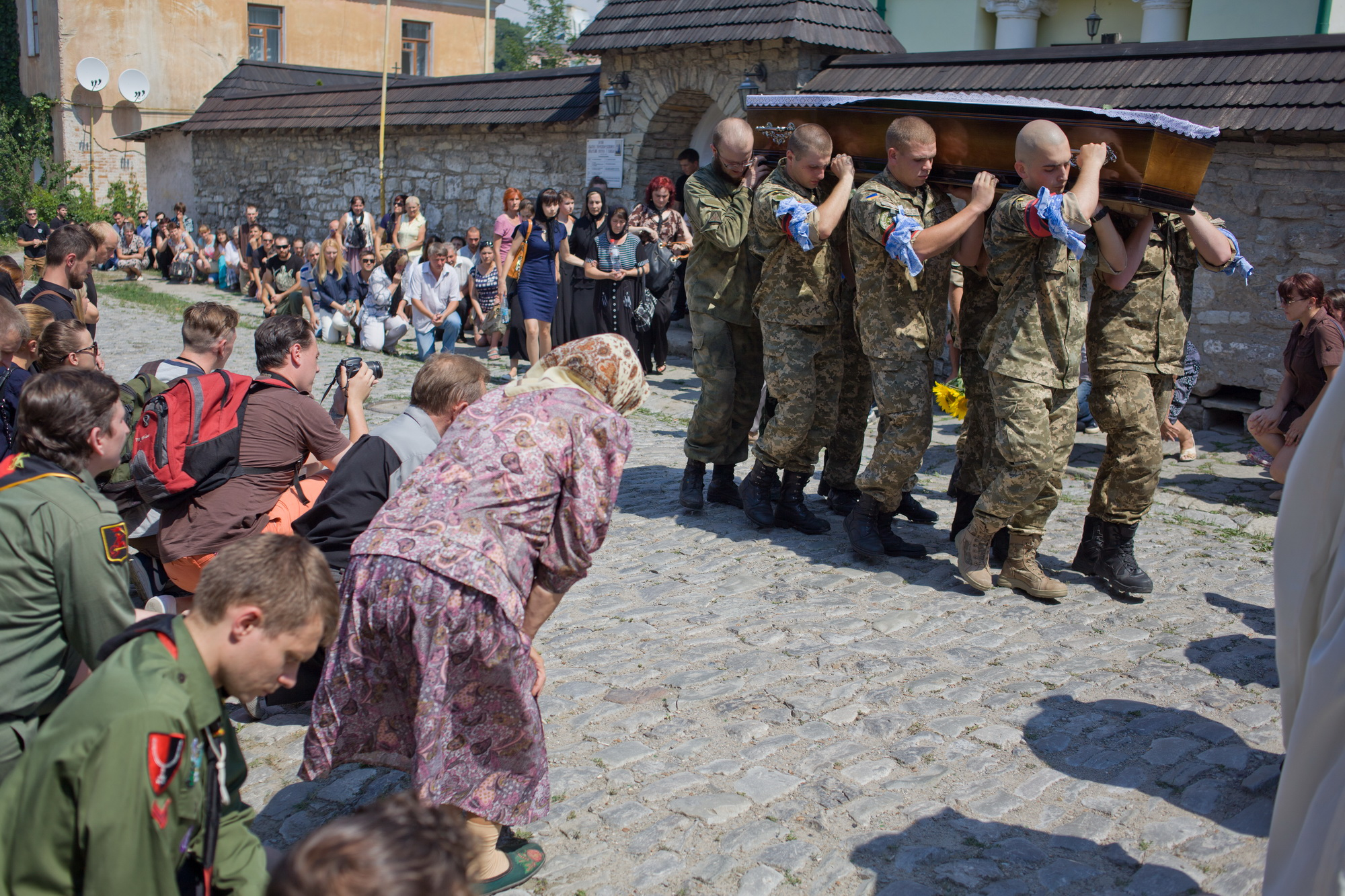
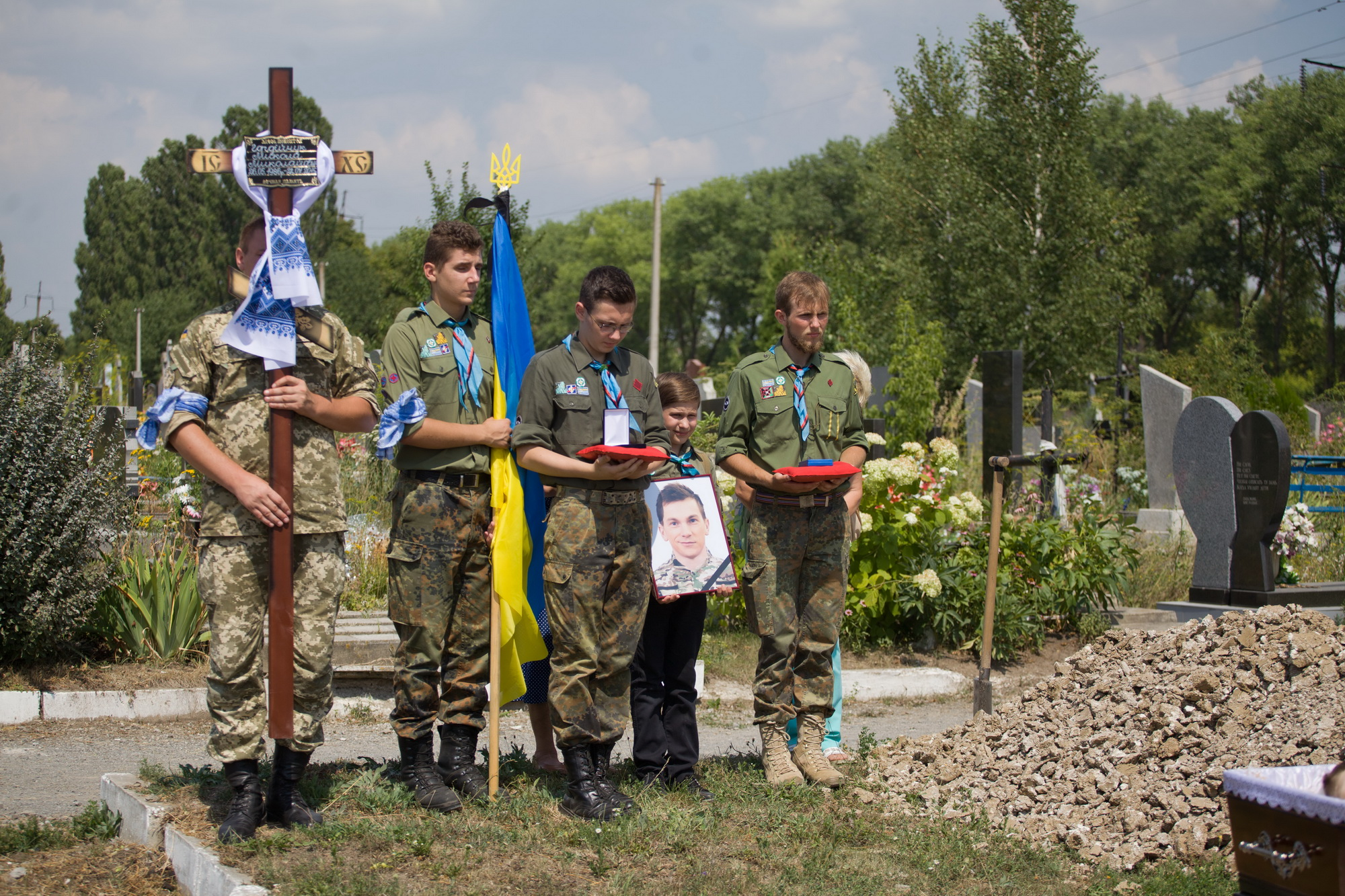
Пластуни та військові під час похорону
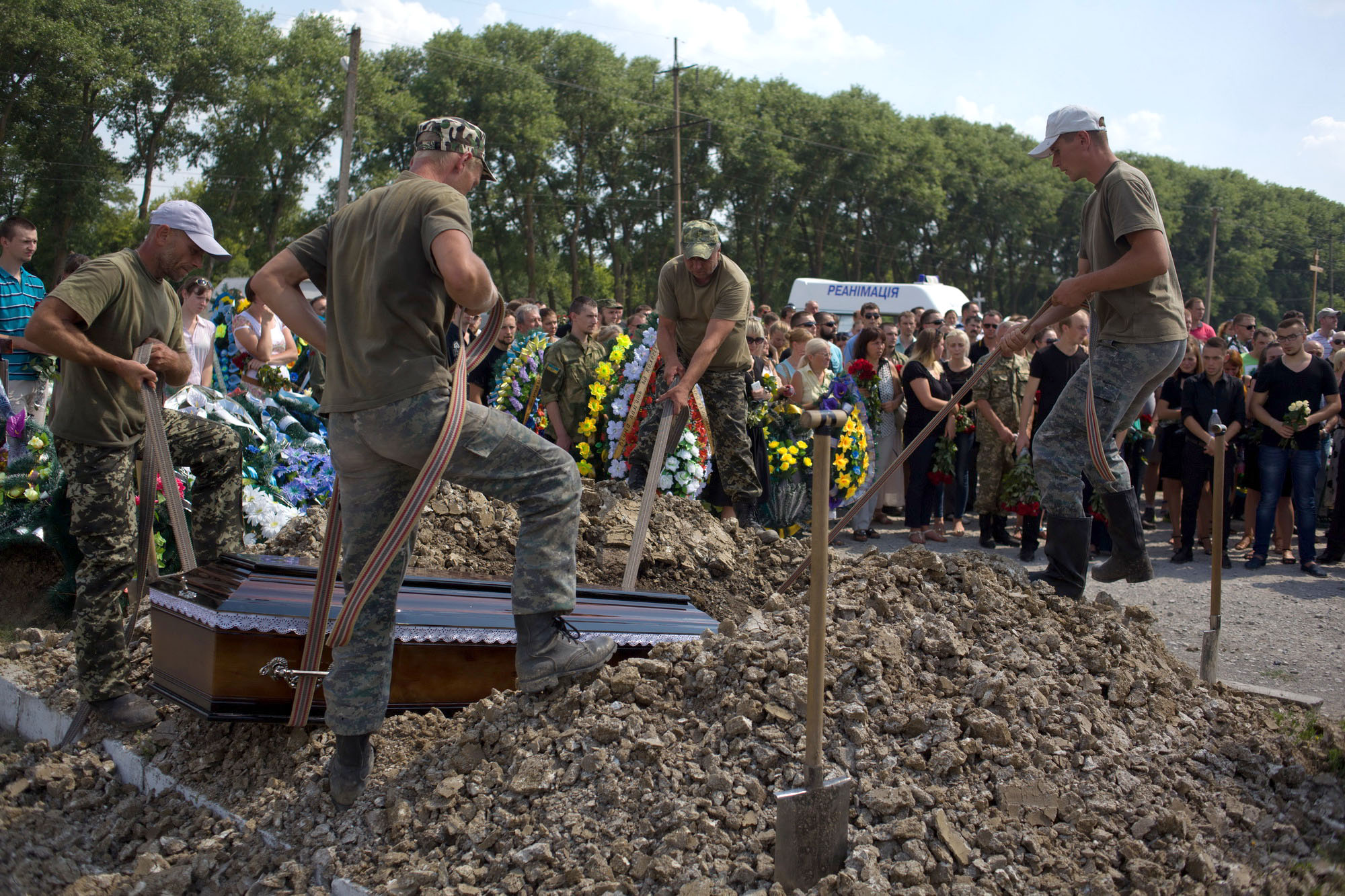
Чин поховання Миколи Гордійчука
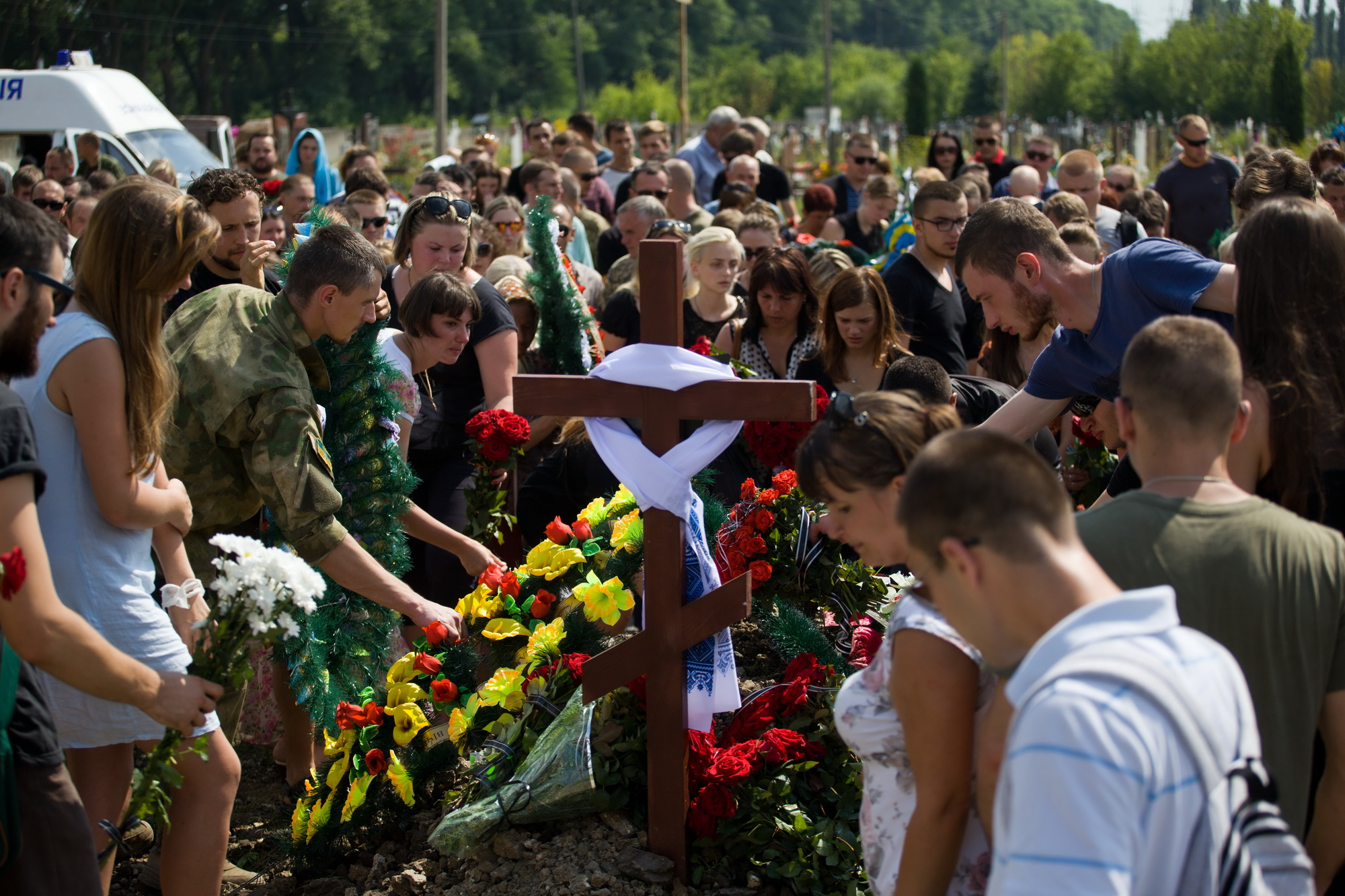
Люди кладуть квіти на могилу Миколи Гордійчука
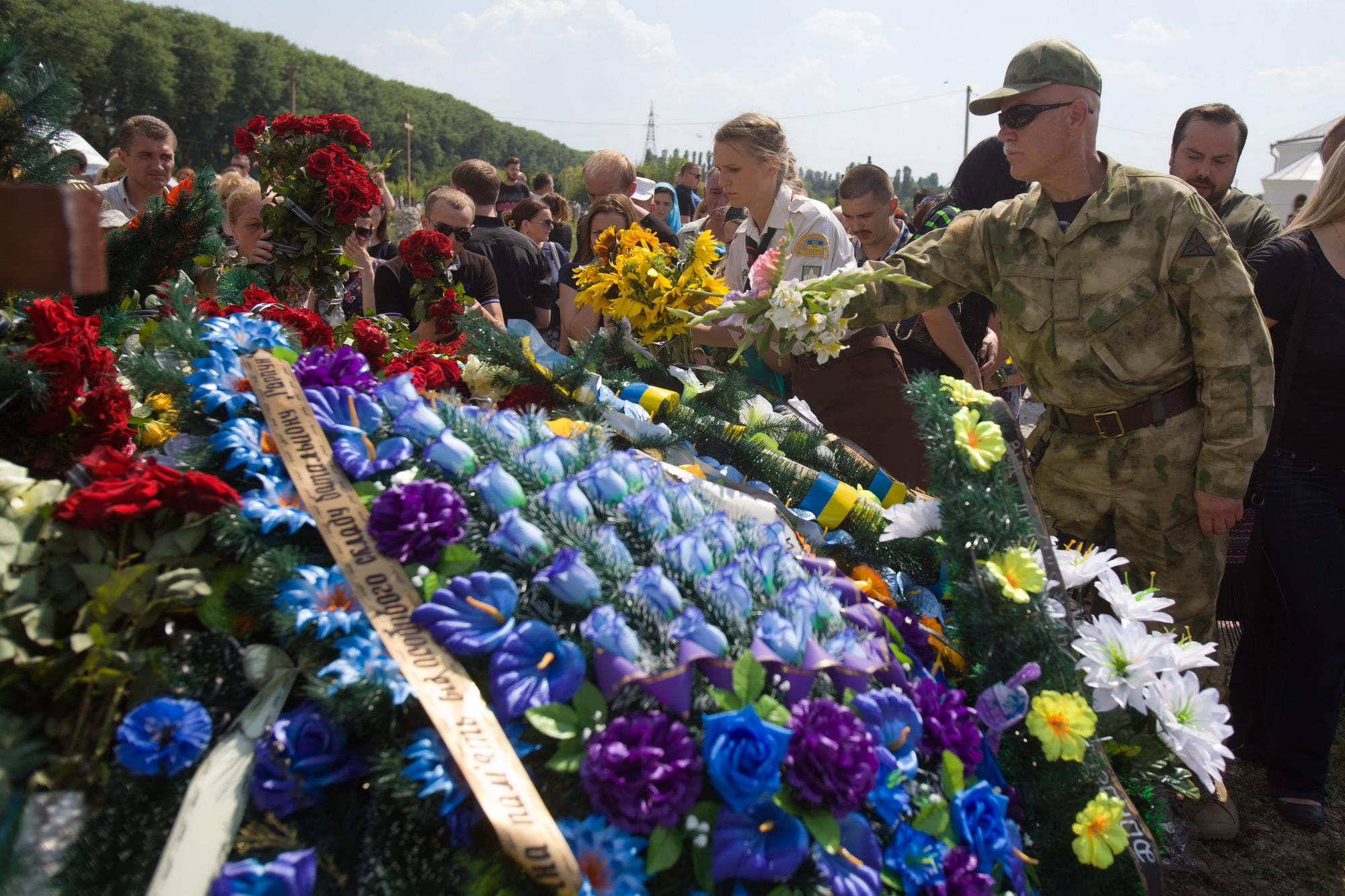
Командир батальйону «Гарпун» Костянтин Жук біля могили Миколи Гордійчука

## Відзнаки
- орден «За мужність» III ступеня (15 вересня 2015, посмертно) — за мужність, самовідданість і високий професіоналізм, виявлені у захисті державного суверенітету та територіальної цілісності України, вірність військовій присязі,[1]
- відзнака Кам'янець-Подільського міського голови «За заслуги перед міською громадою» (посмертно),
- найвища пластова відзнака — Залізний Пластовий Хрест (посмертно);
- в кінці травня 2016-го у ЗОШ №7, котру він закінчив, встановлено меморіальну дошку честі Миколи Гордійчука та Аркадія Чухнова;
- в честь Миколи Гордійчука перейменована колишня вулиця Жукова у Кам'янці-Подільському[2].